# 梅森·特拉福德
梅森·特拉福德（Mason Trafford，1986年8月21日—），是一名出生于美国的加拿大足球运动员，现在效力于加拿大超級足球聯賽球队卡爾加里騎兵，司职中后卫。

## 俱乐部生涯
特拉福德出生于美国佛罗里达州博因顿海滩，自从移居并在加拿大温哥华地区长大，高中时代曾代表不列颠哥伦比亚省队比赛。2004年，特拉福德进入拉斯维加斯内华达州立大学，并成为学校校队队长。2008年，他在大学毕业并获得科学/会计学士学位。
2008年6月，他和美国足球甲级联赛（USL-1）球队溫哥華白浪签约一年。他在2008赛季为球队出场14次，并在2008年12月3日和球队续约。2009赛季，他出场23次，帮助球队进入联赛的冠军总决赛，但不敌蒙特利尔冲击而屈居亚军。2010年初，特拉福德转投皇家马里兰。2010年8月29日，特拉福德在芬兰足球超级联赛球队IFK玛丽港试训成功后加盟球队。他在合同到期前拒绝和球队提出的新合同，以寻求以自由身的身份离开球队。有数支来自瑞典、芬兰和北美联赛的球队向他提出报价。他回到美国试训美国职业足球大联盟球队西雅图海湾者一周，但在试训期间的一场友谊赛前因为食物中毒无法登场，最终试训失败。2013年2月，特拉福德前往中国足球甲级联赛球队贵州智诚试训成功，并在2月23日和球队签约1年。

## 国家队生涯
2013年1月18日，特拉福德首次被招入加拿大国家男子足球队集训名单，以备战和丹麦以及美国的友谊赛。 1月26日，他在和加拿大0比4不敌丹麦的比赛中下半场替补出场，上演国家队首秀。